# Rivolta dei contadini
La cosiddetta rivolta dei contadini (Peasants' Revolt) o ribellione di Wat Tyler è stata una ribellione popolare avvenuta in Inghilterra nel 1381.

## Storia
Tale rivolta ha coinvolto gli abitanti delle campagne i quali, a causa di una crisi generale dell'economia inglese che perdurava ormai da anni e dovuta alla politica feudale di sfruttamento delle terre coltivate impiegando lavoratori sottopagati e spesso ridotti nella condizione di servi della gleba e da riforme agrarie fallimentari, cercavano in qualche modo di cambiare tale situazione soprattutto con le convinzioni maturate a seguito dell'imperversare della Peste nera del 1348-1349, secondo le quali presto si sarebbe verificata la "seconda venuta di Cristo", dopo le sofferenze patite dall'epidemia, la quale avrebbe eliminato tutte le distinzioni sociali e portato maggiore equità.
Ad aggravare la situazione contribuì lo "Statuto dei Lavoratori" del 1351, il quale impediva ai contadini e agli abitanti delle città di ricevere un aumento dei salari, causato dalla diminuzione della manodopera in seguito alla pestilenza, nonché di allontanarsi dai loro luoghi di residenza in cerca di condizioni di lavoro più favorevoli. Questi fatti sfociarono quindi nella rivolta del 1381, quando, verso la fine di maggio dello stesso anno, un gruppo di contadini si raccolse nella valle del Tamigi e cominciò a marciare su Londra, bruciando e devastando varie abitazioni, dopo aver catturato e assassinato Simon Sudbury, l'Arcivescovo di Canterbury.
A Londra una delegazione di rivoltosi, capeggiati da Wat Tyler e John Ball, incontrarono il re Riccardo II affinché apportasse miglioramenti per quanto riguardava la loro condizione. Dapprima il re acconsentì alle loro richieste ma quando Tyler, il giorno dopo, gli chiese di confiscare i beni ecclesiastici sul territorio inglese, il sindaco di Londra William Walworth, devoto al re, approfittò del fatto che Tyler fosse solo e disarmato per ucciderlo con la sua spada. Contemporaneamente, venne pugnalato da uno degli scudieri del re. A seguito di questo episodio, i rivoltosi desistettero, e la ribellione fu facilmente sedata. Rivolte di questo genere si verificarono ad ogni modo anche in altre parti d'Europa, come la jacquerie in Francia ed il "tumulto dei Ciompi" a Firenze.

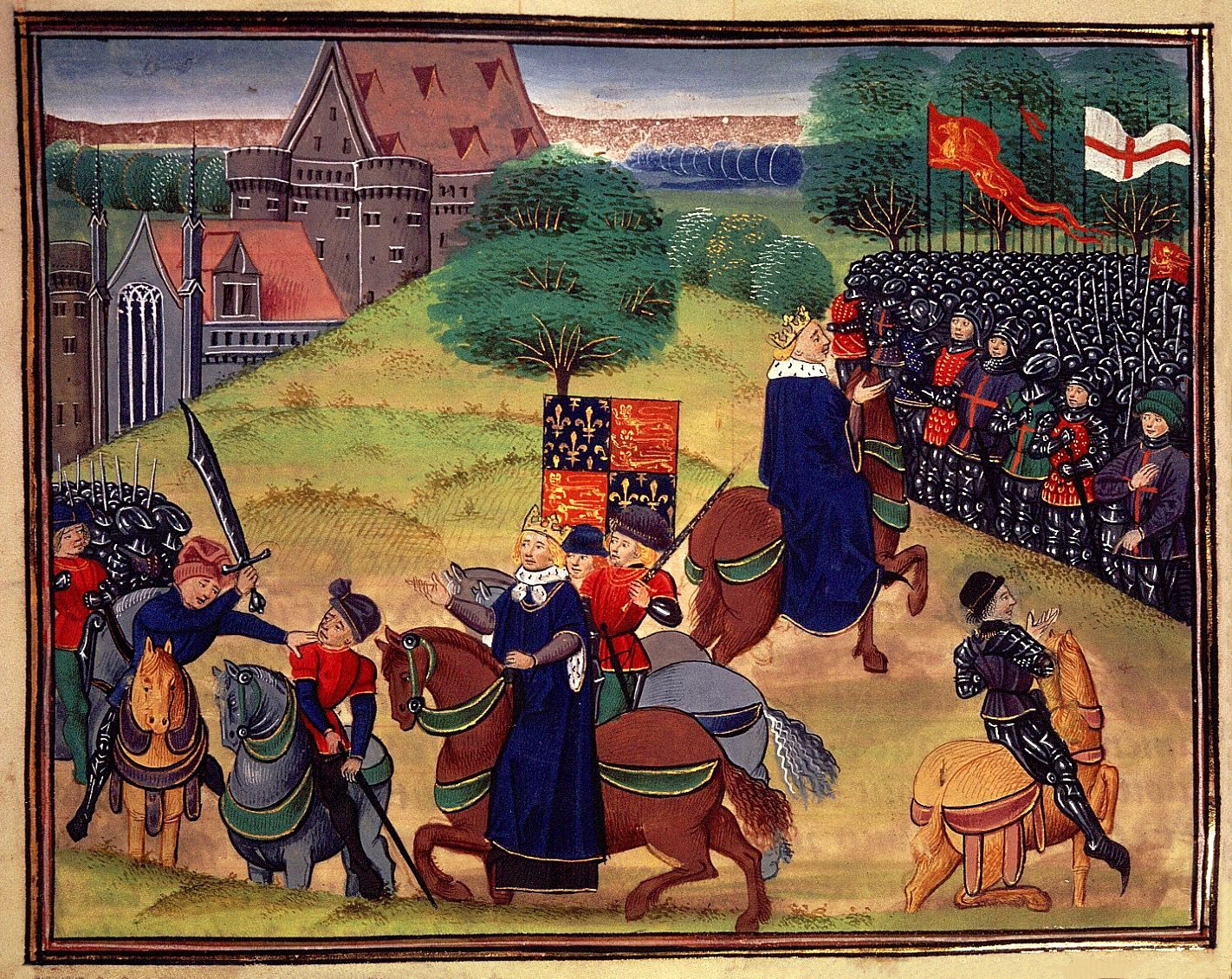
Wat Tyler viene ucciso da William Walworth sotto gli occhi del re